# جون فيكرز
جون فيكرز هو مغني أوبرا ومغني كندي، ولد في 29 أكتوبر 1926 في برينس ألبرت في كندا، وتوفي في 10 يوليو 2015 في أونتاريو في كندا بسبب مرض آلزهايمر.

## وصلات خارجية
- جون فيكرز على موقع IMDb (الإنجليزية)
- جون فيكرز على موقع ميوزك برينز (الإنجليزية)
- جون فيكرز على موقع أول ميوزيك (الإنجليزية)
- جون فيكرز على موقع ديسكوغز (الإنجليزية)
- جون فيكرز على موقع قاعدة بيانات الفيلم (الإنجليزية)